# PHP Development Tools
PHP Development Tools(PDT)는 이클립스 플랫폼, 그리고 이를 개발하는 오픈 소스 프로젝트를 위한 언어 IDE이다.
이 프로젝트는 PHP 기반 소프트웨어를 개발하는데 필수적인 모든 도구를 한데 모아놓고 있다. 기존의 Eclipse Web Tools 프로젝트를 사용하여 PHP 기능을 개발자들에게 제공한다. 이 모든 PHP 도구들은 쉽게 사용이 가능하며 개발자들은 이 도구들을 사용하여 개발 프로세스의 속도를 높일 수 있다. 추가 플러그인이 PDT 확장 기능을 통해 제공된다.